# Chasmistes brevirostris
Chasmistes brevirostris е вид лъчеперка от семейство Catostomidae. Видът е застрашен от изчезване.

## Разпространение
Разпространен е в САЩ.

## Описание
На дължина достигат до 64 cm.
Продължителността им на живот е около 33 години. Популацията на вида е намаляваща.